# Нектарець коричневий
Некта́рець коричневий (Chalcomitra fuliginosa) — вид горобцеподібних птахів родини нектаркових (Nectariniidae). Мешкає в Західній і Центральній Африці.

## Підвиди
Виділяють два підвиди:
- C. f. aurea (Lesson, R, 1847) — від Сьєрра-Леоне до Габону;
- C. f. fuliginosa (Bechstein, 1811) — північно-західна Ангола і крайній захід ДР Конго.

## Поширення і екологія
Коричневі нектарці мешкають на західному узбережжі Африки, від Сьєрра-Леоне до Анголи. Вони живуть в тропічних лісах, мангрових заростях, в садах і на плантаціях.